# گری رودریگز
گری رودریگز (انگلیسی: Garry Rodrigues؛ زادهٔ ۲۷ نوامبر ۱۹۹۰) بازیکن فوتبال اهل کیپ ورد است که در پست وینگر برای باشگاه آنکاراگوچو در سوپر لیگ فوتبال ترکیه بازی می‌کند.
وی همچنین در تیم ملی فوتبال کیپ ورد بازی کرده‌است.